# Digaba
Digaba (auch: Dégaba) ist ein Dorf in der Stadtgemeinde Mayahi in Niger.

## Geographie
Das von einem traditionellen Ortsvorsteher (chef traditionnel) geleitete Dorf liegt am rechten Ufer des Trockentals Goulbin Kaba. Es befindet sich rund fünf Kilometer südöstlich des urbanen Zentrums von Mayahi, der Hauptstadt des gleichnamigen Departements Mayahi, das zur Region Maradi gehört. Weitere Siedlungen in der Umgebung von Digaba sind N’Wala im Nordosten und Guidan Tawayé im Südwesten.
Es herrscht das Klima der Sahelzone vor, mit einer durchschnittlichen jährlichen Niederschlagsmenge zwischen 300 und 400 mm.

## Geschichte
Der britische Reiseschriftsteller A. Henry Savage Landor besuchte Digaba am 24. September 1906 im Rahmen seiner zwölfmonatigen Afrika-Durchquerung und beschrieb eine pittoreske Szene am Brunnen des Dorfs.

## Bevölkerung
Bei der Volkszählung 2012 hatte Digaba 626 Einwohner, die in 90 Haushalten lebten. Bei der Volkszählung 2001 betrug die Einwohnerzahl 411 in 51 Haushalten und bei der Volkszählung 1988 belief sich die Einwohnerzahl auf 652 in 90 Haushalten.
Die Zone entlang des Trockentals gehört zu den am dichtesten besiedelten und zugleich zu den ärmsten Nigers, mit erhöhter Unterernährung.

## Wirtschaft und Infrastruktur
Entlang des Goulbin Kaba wird Ackerbau betrieben. Angebaut werden unter anderem Erdnüsse, Sesam und Erdmandeln. Die Erzeugnisse sind vor allem für den Weiterverkauf bestimmt. Es gibt eine Schule im Dorf. Bei Digaba verläuft die 129,6 Kilometer lange Nationalstraße 37 zwischen Kornaka und Tessaoua. Es handelt sich in diesem Abschnitt um eine moderne Erdstraße.